# Ashvaghosha

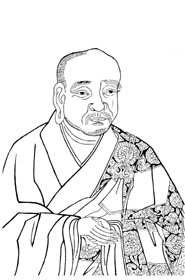
Ashvaghosha

Ashvaghosha (Devanagari-Schrift अश्वघोष, Aśvaghoṣa; * um 80; † um 150) war ein indischer Dichter, Gelehrter und Dramatiker. Er wurde wahrscheinlich in Saketa (heute Ayodhya) in Nordindien geboren. Er gilt nach dem ersten bekannten Sanskrit-Autor von Theaterstücken Bhasa als der erste buddhistische Dramatiker und wird als einer der größten indischen Dichter und als Vorgänger von Kalidasa (Ende 4. / Anfang 5. Jahrhundert) betrachtet.

## Leben und Werk
Zuerst studierte Ashvaghosha brahmanische Lehren: die Veden, Upanishaden und die großen Epen Ramayana und Mahabharata. Später wurde er Buddhist und Ratgeber für religiöse Angelegenheiten des Kuschan-Königs Kanischka.
Ashvaghosha schrieb ein episches Werk über das Leben des Buddha, das Epos Buddhacarita (Leben des Buddha), und das Mahalankara (Buch der Glorie). Er ist weiterhin Verfasser der Saundaranandakavya, einer Kāvya-Dichtung, die die Konversion des Nanda, Buddhas jüngeren Halbbruders, zum Thema hat, so dass er die Erlösung erreichen kann. Die erste Hälfte des Werkes beschreibt Nandas Leben und die zweite Hälfte buddhistische Doktrinen und asketische Praktiken. Bisweilen wird ihm auch die Autorschaft des einflussreichen buddhistischen Textes Awakening of Faith in the Mahayana („Entstehung des Mahayanaglaubens“) zugeschrieben.
In der Tradition des Zen-Buddhismus gilt er als der zwölfte Patriarch.

## Werke
- Buddhacarita, Epos.
- Saundarananda-Kavya, Epos.
- Sutralamkara
- Shariputra-Prakarana, Drama.
- Mahalankara.
- Mahayanasraddhotpada (Entstehung des Mahayanaglaubens). (zugeschrieben)

## Übersetzungen
- E.B. Cowell: The Buddha Carita or the Life of the Buddha. 1894; reprinted with text, New Delhi 1977; archive.org.
- Samuel Beal: The Fo-Sho-Hing-Tsan-King. Oxford 1883; English translation of the Chinese version; archive.org
- Charles Willemen, transl.: Buddhacarita: In Praise of Buddha’s Acts. Numata Center for Buddhist Translation and Research, Berkeley 2009, ISBN 978-1-886439-42-9; bdkamerica.org (Memento vom 27. August 2014 im Internet Archive; PDF)
- Timothy Richard: The Awakening of Faith in the Mahāyāna Doctrine – the New Buddhism. Christian Literature Society, Shanghai 1907; archive.org
- Yoshito S. Hakeda, trans.: Awakening of Faith—Attributed to Aśvaghoṣa. Columbia University Press, New York 1967, ISBN 0-231-08336-X
- Daisetsu Teitaro Suzuki: Aśvaghoṣa’s Discourse on the Awakening of Faith in the Mahayana. Open Court Publishing Company, Chicago IL 1900; archive.org
- E. H. Johnston: Asvaghosa’s Buddhacarita or Acts of the Buddha. Lahore 1936. [enlarged reprints of text, introduction and translation: Delhi 1984, 1992 and 1995]
- Heinrich Lüders: Das Sariputraprakarana, ein Drama des Asvaghosa. In: Philologica Indica. Vandenhoeck & Ruprecht, Göttingen (1940).